# Homolagoa grotelliformis
Homolagoa grotelliformis är en fjärilsart som beskrevs av Barnes och Mcdunnough 1912. Homolagoa grotelliformis ingår i släktet Homolagoa och familjen nattflyn. Inga underarter finns listade i Catalogue of Life.